# Różanecznik alpejski

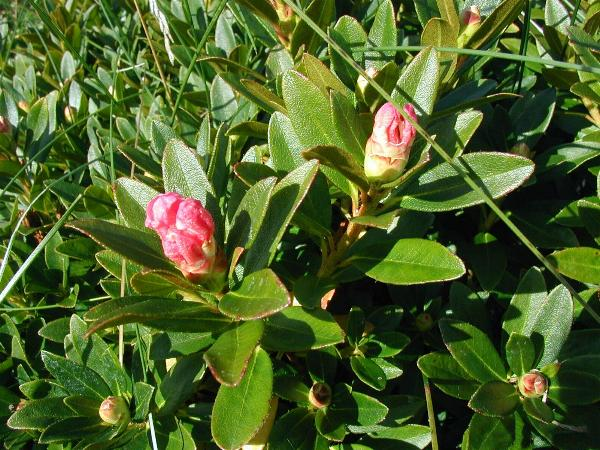
Pokrój

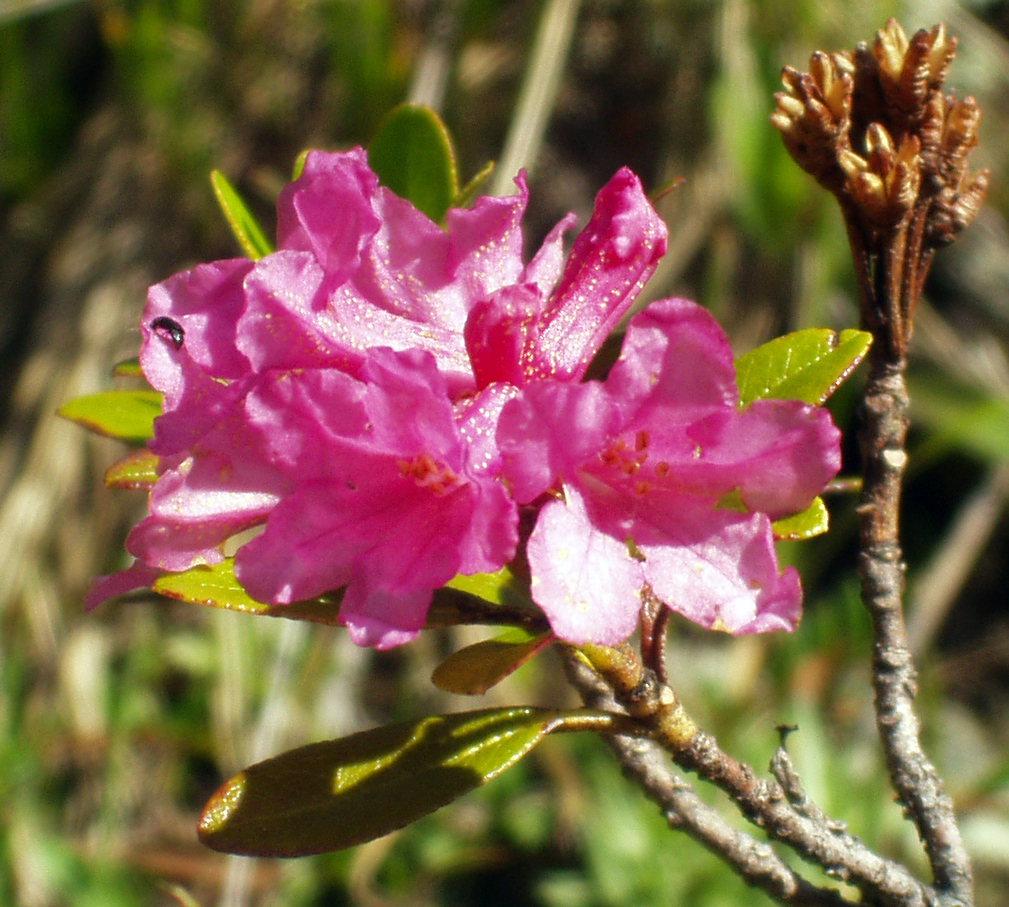
Kwiaty

Różanecznik alpejski (Rhododendron ferrugineum) – gatunek krzewu, należący do rodziny wrzosowatych. 

## Rozmieszczenie geograficzne
Pochodzi z Europy Środkowej, z Pirenejów i Alp. Zasiedla tam lasy górskie w górnej granicy ich pionowego zasięgu. Jest uprawiany jako roślina ozdobna od 1739. W Polsce rośnie w Karkonoszach na jednym stanowisku – w Sowiej Dolinie w jarze Płóknica w liczbie ok. 30 okazów. Badania genetyczne dowiodły, że stanowisko karkonoskie wzmiankowane już w 1600 roku, jest naturalne. 
Towarzystwo tatrzańskie pod koniec XIX wieku starało się przenieść ten gatunek do Tatr. Kolejne próby kończyły się niepowodzeniem. Dzięki adwokatowi i prezesowi krakowskiego towarzystwa rybackiego Ferdynandowi Wilkoszowi udało się pozyskać jesienią 1891 roku nasiona różanecznika. Na próbę posiano je na terenie Panieńskich Skał, w Przegorzałach i na Krzemionkach. Wiosną 1892 roku wysiali je w Tatrach: hr Władysław Zamojski, Towarzystwo Tatrzańskie i dyrektor szkoły zawodowej w Zakopanem Franciszek Neużil. Introdukcja gatunku się nie powiodła i w Tatrach współcześnie on nie występuje.

## Morfologia
PokrójMały krzew, o wysokości nie przekraczającej 40 cm.
LiścieEliptyczne, zimozielone i skórzaste o kolorze intensywnej zieleni. Liście są bardzo duże w stosunku do niewielkich rozmiarów rośliny.
KwiatyWyrastają na długich szypułkach w kwiatostanach na szczytach pędów, ponad liście. Mają różowoczerwony kolor. Zapylane są przez owady.

## Uprawa
WymaganiaW Polsce gatunek jest całkowicie mrozoodporny (strefy mrozoodporności 4-9), znosi bez szwanku najcięższe mrozy, pod warunkiem, że jesienią został dobrze nawodniony. Lubi miejsca półcieniste, o stałej wilgotności podłoża. Podłoże powinno być żyzne, próchniczne, o kwaśnym odczynie (pH 4–5). Takie podłoże można otrzymać poprzez dodanie do dobrej ziemi ogrodniczej kwaśnego torfu, zmielonej kory lub rozłożonego igliwia. Źle toleruje silne wiatry, (powodujące zwiększoną transpirację), dlatego powinien rosnąć na osłoniętym stanowisku.
Sposób uprawySadzi się go tylko wraz z bryłą korzeniową. W utrzymaniu wilgoci pomaga ściółkowanie podłoża. Łatwo można przesadzać nawet duże różaneczniki, gdyż mają zwartą, niedużą bryłę korzeniową. Należy systematycznie nawozić od maja do sierpnia, ale niedużymi dawkami nawozów, gdyż jest wrażliwy na zasolenie gleby, lub stosować nawozy o przedłużonym działaniu. Należy stosować nawozy kwaśne (siarczan amonu, siarczan potasu), a najlepiej specjalne mieszanki nawozów do rododendronów. Nie należy wapnować. Aby rośliny obficie kwitły w następnym roku, należy po przekwitnięciu ściąć całe kwiatostany, gdyż wyczerpują nadmiernie roślinę. Nie wymaga żadnego cięcia, należy tylko usuwać uschnięte liście i obumarłe pędy.

## Legendy
Legenda mówi, że różanecznik alpejski uratował życie hrabiego Fritza von Oheimba. Przebywając na leczeniu sanatoryjnym w Szwajcarii lubił spacerować po Alpach. Pewnego razu spadł z niemal pionowej ściany na zarośla różanecznika alpejskiego, które zamortyzowały upadek. Od tego czasu pokochał różaneczniki i zaczął je uprawiać w swoim ogrodzie w Wojsławicach. Kazał się po śmierci pochować w tym ogrodzie, wśród różaneczników i innych roślin ozdobnych.